# Гелиограф (метеорология)

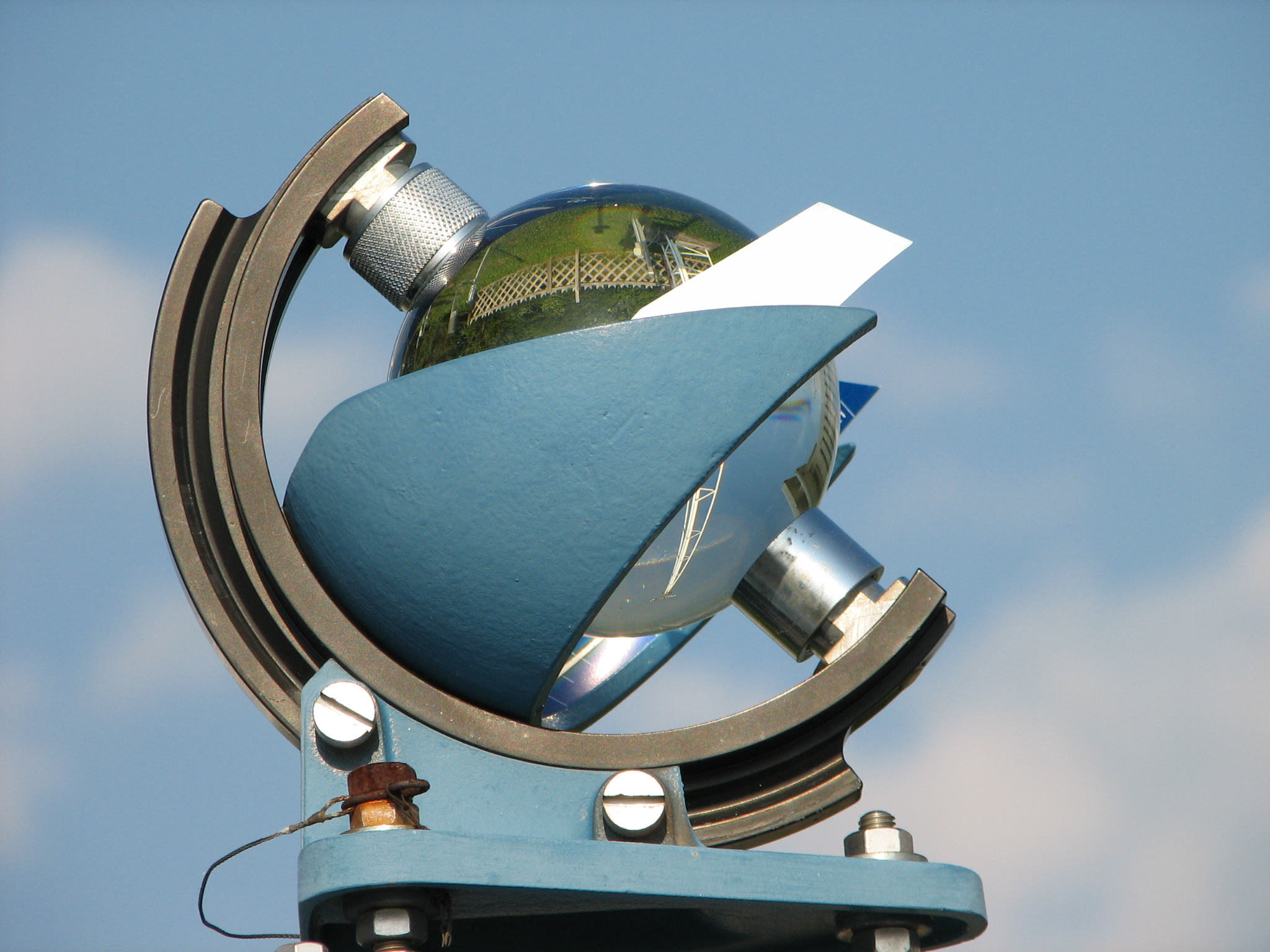
Гелиограф Кэмпбелла — Стокса

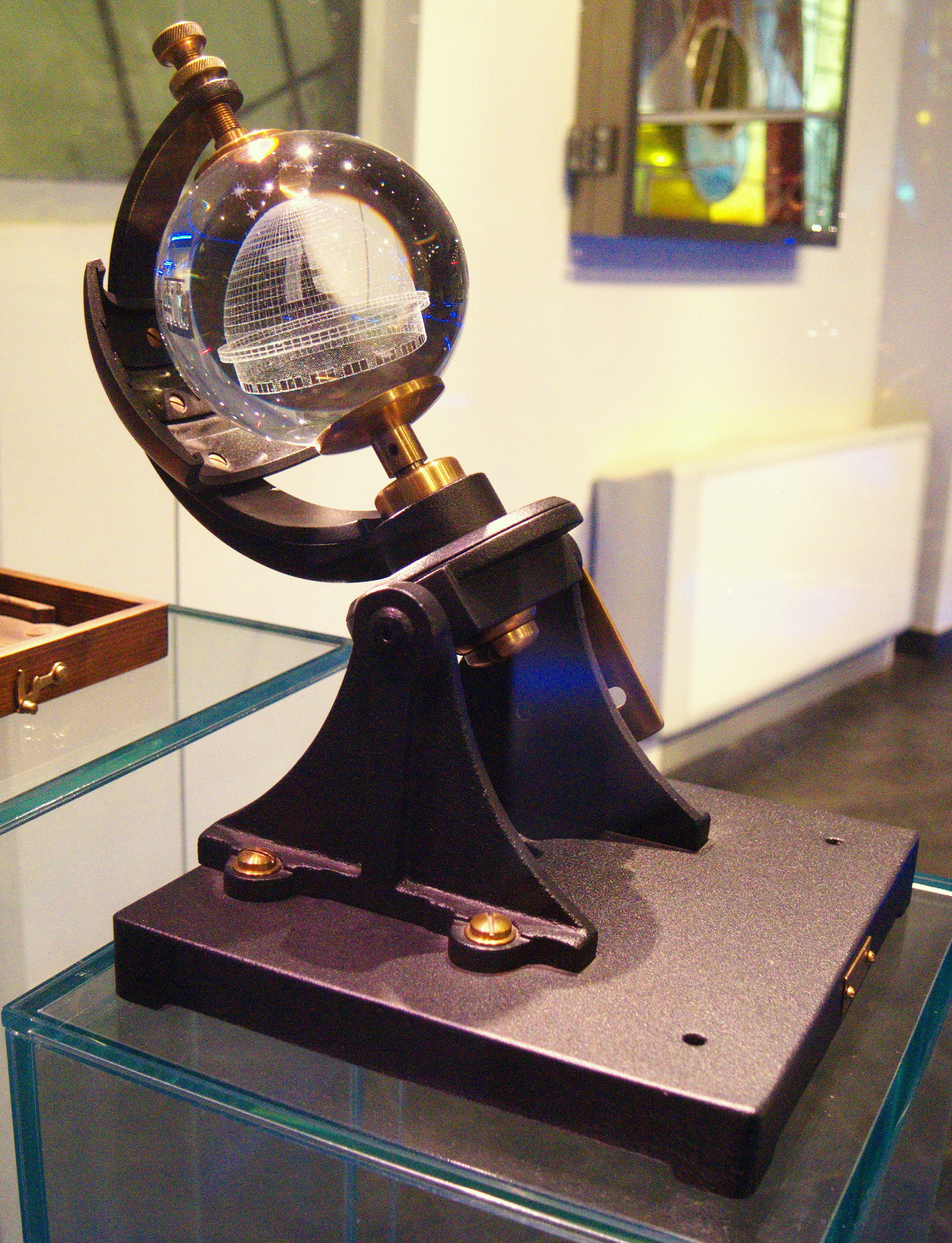
Памятный гелиограф системы Кэмпбелла — Стокса в Московском планетарии

Гелио́граф (от др.-греч. ἥλιος — Солнце и γράφω — пишу) — в метеорологии и климатологии — прибор для автоматической регистрации продолжительности солнечного сияния в течение дня, то есть когда Солнце не закрыто облаками.
В СССР принят гелиограф системы Кэмпбелла — Стокса универсальной или полярной модели, в которых шаровая линза собирает солнечные лучи на картонной ленте, разделенной часовыми линиями. Вследствие видимого суточного движения Солнца на ленте остается четкий прожженный след.
Согласно Рекомендации Р 52.18.851-2016 Федеральной службы по гидрометеорологии и мониторингу окружающей среды (Росгидромет) Министерства природных ресурсов и экологии Российской федерации, а также Наставления гидрометеорологическим станциям и постам, средством измерений (регистрации) продолжительности солнечного сияния является гелиограф универсальный ГУ-1 (системы Кэмпбелла — Стокса). Гелиограф должен соответствовать ТУ 25-08-440-68.
Механическая система гелиографа позволяет установить прибор для работы на любой широте и на любой линии географического меридиана.

## Интересные факты
- В декабре 2017 года в Москве Солнце выходило из-за туч в сумме всего на 6-7 минут за месяц[4]. Данный факт был зафиксирован как раз с помощью гелиографа.